# 다카하시 요시노부
다카하시 요시노부(일본어: 高橋 由伸, 1975년 4월 3일~)는 일본의 전 프로 야구 선수이자 야구 지도자이자 야구평론가이다. 지바현 지바시 주오구 출신이며 현역 시절 포지션은 외야수, 내야수였다.
1998년부터 2015년까지 요미우리 자이언츠에서 주력 선수로 활약을 했고 2015년에는 선수 겸임 코치를 맡았다. 2016년부터 요미우리의 감독으로 부임하여 2018년까지 역임했다.
일본 프로 야구에서 시즌 선두 타자 홈런 기록 보유자로도 알려져 있다(2015년 시즌 종료 시점).

## 인물

### 초등학교 ~ 중학교 시절
초등학교 4학년 때 현지 소년 야구팀에 입단하였고 5학년 때에는 3번·유격수로서 활약하는 등 팀의 현 대회에서의 첫 우승에 기여했고 6학년 때는 4번 타자로서 팀의 2연패 달성에 기여했다.
중학교 시절에는 4번 타자로서 팀을 전국 대회 2연패 달성에 기여했고 3학년 때의 성적은 26경기에 출전하면서 타율 5할 5푼 9리, 17홈런, 65타점을 기록했다. 이 쯤에서 야구를 그만두고 장래를 위해 학업에만 전념하려고 생각했지만 “앞으로 3년 동안 아버지를 즐겁게 해 달라”는 아버지의 희망에 따라 고시엔 대회를 목표로 하는 것으로 결정했다. 공부와 병행할 수 있다는 이유와 특히 동경했던 게이오기주쿠 대학 입학의 지름길로서 수많은 프로 구단의 스카우트들 가운데 가나가와현의 명문인 도인가쿠엔 고등학교를 선택해 입학했다.

### 고등학교 시절
도인가쿠엔 고등학교 야구부에 투수로서 입단했지만, 머지 않아 쓰치야 게이자부로 감독으로부터 타격과 강한 어깨를 살리는 우익수의 전향을 권했다. 다카하시는 처음에 꺼렸지만, 우익수로 전향하면 곧바로 주전으로 3번 타자로 뛸 수 있다는 말을 듣고 우익수로 전향, 1학년 때부터 3번·우익수의 주전 자리를 차지했다. 이 때부터 강한 어깨와 호수비에 가세하며 승부의 힘을 보여주고 있었다. 제73회 전국 고등학교 야구 선수권 대회에서 팀은 3차전에 진출했지만 가고시마 실업고등학교와 상대하며 마지막에는 끝내기 패배를 당했다. 당시 팀메이트는 다카기 다이세이(2학년 선배)나 소에지마 고타(1학년 선배)가 있었다.
2학년 때 4번 타자가 되면서 투수도 겸임하게 된 1992년에는 제74회 전국 고등학교 야구 선수권 대회에 출전하면서 오키나와쇼가쿠 고등학교와 상대해 홈에서 클로즈 플레이를 하다가 왼쪽 넓적다리에 근육 파열을 일으켜 8회부터는 구원 투수로서 등판, 연장 12회에 또 다시 끝내기 패배를 당했다. 마지막에는 다리 통증으로 걸을 수 없게 되자 팀메이트에게 짊어지면서 마운드를 나왔다.
그 후 부상과 허리 통증 치료를 위해 병원에서 약 2주간의 입원을 하였고 퇴원 후에는 팀메이트에게서의 두터운 인망에 의해 다음 연도의 주장으로 발탁된다. “자신은 팀을 이끌어서 갈 수 있는 타입은 아니다”라고 처음에는 거절했지만 감독의 명령이라고 들으면서 맡았다고 한다. 선배인 소에지마 고타는 “입으로 팀을 이끌어 가는 것이 아니라, 자연스러운 연습 태도나 언동으로부터 깨달으면 주위에 사람이 모여 있고, 독특한 분위기를 가지고 있었다”라고 말했다.
3학년 때는 1번 타자를 맡았지만 고시엔 대회에는 나올 수 없었다. 1,2년차의 고시엔 대회의 통산 타율은 4할이고 고교 통산 30홈런이었다. 야쿠르트 스왈로스 등 복수의 프로 구단으로부터 스카우트되고 있었지만 게이오기주쿠 대학 진학이라는 입학 초부터의 목표는 변함이 없었고 게이오기주쿠 대학(법학부 정치학과)에 지정교 추천으로 진학하였다. “비범한 센스를 가지면서 근본적으로 야구를 좋아하지 않은 다카하시에게는 자유롭고 자유롭게한 팀이 좋다”라고 생각한 쓰치야 감독의 조언도 있었다.

### 대학 시절
게이오기주쿠 대학 야구부에서는 1학년부터 주전 선수로 뛰었고 춘계 리그전의 개막 1경기째로부터 5번·3루수로서 출전, 신인으로서의 신기록이 되는 3개의 홈런을 때려냈다. 3학년 때 도쿄 6대학 야구 1996년 춘계 리그전에서는 타율 5할 1푼 2리와 5개의 홈런을 기록하면서 타격 3관왕을 차지했다.
4학년 때인 1997년에는 팀의 주장으로 발탁, 상대가 승부를 피하게 되면서 2경기에서 7개의 볼넷 등 고의사구도 눈에 띄는 와중에 춘계 리그전에서 팀을 9시즌 만에 리그 우승으로 이끄는 기여를 했다. 그리고 추계 리그에서는 다부치 고이치가 기록한 도쿄 6대학 리그 홈런 기록을 경신해 역대 1위가 되는 통산 23홈런을 기록했다. 리그 통산 102경기에 출전(4년간 전 경기 풀 이닝 출전)해 366타수 119안타, 62타점, 타율 3할 2푼 5리였고 통산 219루타는 역대 1위였다. 미일 대학야구와 관련해서는 일본 대표팀의 4번 타자로서 3경기 연속 홈런을 기록하는 등의 맹활약을 했고 인터컨티넨탈 컵에서는 대학생이면서도 일본 대표팀의 4번 타자로서 출전해 국제 대회 151연승 중의 쿠바와의 결승전에서는 1회말에 선제점을 기록함과 동시에 결승타가 되는 3점 홈런을 때려내 그 후에도 3루타를 기록하는 등 팀 우승에 기여했다. 같은 해에 대학을 졸업하였고 달콤한 마스크와 주력·공격·수비를 겸해 갖춘 도쿄 6대학 리그의 스타로서 높은 인기를 자랑하고 있었다.
참고로 리그전에서는 한 차례만 구원 투수로서 등판하여 무실점으로 처리한 적이 있었는데 이 때에 기록한 구속은 149km/h였다.
프로 야구 드래프트에서는 9개 구단에서의 격렬한 영입 쟁탈전이 전개되었다. 다카하시의 출신지인 지바현의 지바 롯데 마린스 팬이 ‘다카하시에게 지바 롯데에의 역지명 입단을’이라는 서명 운동을 펼쳐 수만 명의 서명을 모은 일도 있었다. 다카하시는 “게이오기주쿠 대학 야구부와 같이 자유롭게 한 팀이 좋다”라고 하고 있어서 역지명 회견 직전에는 요미우리 신문 그룹 산하 스포츠 호치를 포함한 언론에서도 “야쿠르트 역지명 입단 틀림없음”이라고 보도하고 있었지만, 11월 4일에 요미우리 자이언츠를 1순위로 역지명 입단했다. 기자회견에서는 미소를 일절 보이지 않았고 눈물을 글썽이고 있었다. 요미우리 역지명에 이르기까지의 경과에 대해서도 시종 언론에서는 평판되고 있었으며 입단 과정에서 좋은 투수와 스타성 있는 타자가 다는 24번을  착용했다.

### 선수 시절

#### 1998년
입단 초 나가시마 시게오 감독(당시)으로부터 ‘21 세기의 스타’로서 기대되었다. 프로 1년차의 개막전에 7번·우익수로 선발 출전해 데뷔 첫 안타를 때려냈다. 오른쪽 다리를 높게 올리는 독특한 ‘한발타법’으로 타선을 견인해 후반기에는 5번 타자로 출전했다. 올스타전의 팬 투표에서 신인으로서는 사상 최다 득표인 51만 4,351표를 얻는 등 올스타전에 7년 연속으로 출전했다. 결국 시즌 타율 3할, 19홈런, 75타점 등의 좋은 성적으로 시즌을 마감했다.
프로 1년차에 타율 3할(규정 타석 도달)은 역사상 7번째이자 센트럴 리그에서는 나가시마 시게오 이후 40년 만의 일이며 신인으로서의 만루 홈런 3개는 사상 최초의 기록이었다. 여느 해 같으면 신인왕 후보로 유력하게 거론될 정도의 맹활약이었지만 아깝게도 주니치 드래건스의 가와카미 겐신이 차지했다. 그 대신에 신인으로서는 이례적으로 센트럴 리그 특별 표창을 수상했고 수비에서도 리그 최다 타이 기록인 12개의 보살을 기록해 신인 외야수로서는 사상 최초의 골든 글러브상을 수상했다. 나가시마 감독으로부터 ‘늑대’라는 별명이 주어졌지만 일반적으로는 정착하지 않았다.
- 8월 4일의 히로시마 도요 카프전에서는 등번호가 같은 24번의 좌완 투수 오노 유타카로부터 역전 3점 홈런을 때려냈는데 이 홈런을 계기로 오노는 은퇴를 결심했다.

#### 1999년
배리 본즈의 힌트에 중심 이동을 시도하면서 장타력도 급상승 되었다. 개막전부터 3경기 연속 홈런을 기록했고 4월에는 타율 4할 3푼 3리, 8홈런, 29타점을 기록해 월간 MVP를 수상했다. 5월 5일에는 프로 2년차에 요미우리의 제66대의 4번 타자로 지명되었고 이후 팀 동료인 마쓰이 히데키, 야쿠르트의 로베르토 페타지니와 홈런왕 경쟁을 펼쳤다. 그러나 홈런왕 경쟁에서의 선두 자리에 올라섰던 9월 14일의 주니치전(나고야 돔)에서 수비 도중 외야 펜스에 부딪혀 쇄골 골절의 부상을 입어 팀 전력에서 이탈, 40개를 넘는 페이스로 홈런을 양산하고 있었던 것만큼 매우 후회되는 부상이었다. 타격 타이틀 3개 부문에서 좋은 성적을 남기는 등 베스트 나인에도 선정, 연봉 1억엔의 선수가 된다.

#### 2000년
전반기에는 작년 시즌에 부상의 영향도 있어 프로 데뷔 후 처음으로 부상 슬럼프를 경험했지만 후반기에 들어서자 다시 회복되어 3번·다카하시, 4번·마쓰이, 5번·기요하라 가즈히로를 주축으로한 클린업(‘MKT포’라고 칭해졌다)의 일원으로서 팀의 리그 우승과 일본 시리즈 우승에 기여했다.

#### 2001년
작년과 마찬가지로 시즌 초반 극도의 부상 슬럼프에 빠졌지만 그런데도 에토 아키라와 함께 3번·6번 타자를 각각 맡는 등 2년 연속으로 전 경기에 모두 출전했다. 8월 1일의 주니치전에서는 다카하시의 라이벌인 가와카미 겐신으로부터 프로 통산 100호 홈런을 기록했다.

#### 2002년
사구에 의한 부상 이탈을 경험하였지만 주로 3번 타자로서 2년 만의 리그 우승과 일본 시리즈 우승에 기여했고 8월 3일의 히로시마전(구 히로시마 시민 구장)에서는 펜스 근처에 다이빙 캐치를 시도했을 때 왼쪽 발뒤꿈치를 강타해 전력에서 이탈당했지만 복귀전이 되는 9월 16일의 요코하마 베이스타스전에서도 똑같은 펜스 근처로 날아온 타구에 도전하면서 다이빙 캐치를 성공시켰다.

#### 2003년
데뷔 6년째를 맞이하면서 마쓰이의 뒤를 이은 요미우리의 선수회장으로 임명되었고 마쓰이의 메이저 리그 이적에 의해 중견수로 변경되었다. 기요하라의 결장도 있어 처음으로 개막전에서의 4번 타자로 발탁되었다. 그러나 익숙하지 않는 수비 위치에 부담을 안게되면서 결국에는 허리 통증이 일어났다. 개막 이후부터 몇 차례나 전력에서 이탈했지만 시즌 중반에는 호조를 계속해서 유지해 11타수 연속 안타, 14타석 연속 출루라는 프로 야구 타이 기록을 수립했다. 타율도 개인 최고 기록인 3할 2푼 3리를 기록했고 6월 1일의 한신 타이거스전에서는 당시 무패를 자랑하고 있던 제프 윌리엄스로부터 끝내기 홈런을 때려내 윌리엄스로서는 시즌을 통해서 유일하게 패전 투수가 되었다. 7월 15일의 올스타전에서는 2타수 2홈런, 3타점의 활약으로 본인으로서는 처음으로 올스타전 MVP를 석권했다. 그리고 시즌 종료 후에는 아테네 올림픽의 예선을 겸한 제22회 아시아 야구 선수권 대회에 출전하여 수위타자상을 차지했다.

#### 2004년
작년에 이어서 중견수의 수비 변경을 시도하였지만 그 해에 이적한 터피 로즈에게 양보했다. 페타지니의 타격 폼을 크게 개조한 결과 개막 직후에는 극심한 타격 부진에 시달렸다. 개막 이후부터 시즌 도중에 개최된 아테네 올림픽까지 계속해서 4번 타자를 맡았다. 그러나 아테네 올림픽에서 팔꿈치의 유리연골 상태가 악화되자 팔꿈치에 통증을 안은 상태에서 플레이를 하는 등 수비면에서 송구에 정확함은 없었지만 타격면에서는 5년 만에 30홈런을 기록했고 시즌 종료 후 오른쪽 팔꿈치 수술을 받게되었다.
구단 합병 문제와 관련해서는 요미우리의 선수 회장, 그리고 일본 프로 야구 선수회의 부회장으로서 서명 활동을 주도하는 등 크게 기여를 했다.
- 8월 13일 ~ 8월 29일에는 아테네 올림픽에 출전하면서 일본 국가대표팀의 3번·중견수와 팀의 부주장을 맡는 등 대표팀 최다 기록인 3개의 홈런을 때려내는 등의 맹활약을 했다. 그 중에서도 타이완전에서는(다음 해부터 뉴욕 양키스의 선발로서 활약한다) 왕젠민의 앞에서 일본의 타선이 침묵하던 와중에 귀중한 동점 홈런(2점)을 때려냈다.
- 9월 29일의 히로시마전에서 850경기 만에 통산 1000안타를 달성, 나가시마 시게오의 849경기째에 뒤를 이은 역사상 8위의 기록이다.

#### 2005년
시즌 초반인 히로시마전에서의 수비 도중 구 히로시마 시민 구장에서의 펜스에 올랐을 때에 오른쪽 어깨 근육에 파열을 일으키는 부상을 당했고 그 후 7월 8일의 역시 히로시마전에서도 펜스에 오른쪽 발목을 강타해 다시 전력에서 이탈당했다. 작년과 합해서 3차례의 같은 구장이었는데 똑같은 펜스 근처에서의 날아온 타구를 처리하다가 부상을 당했기 때문에 복귀 이후의 히로시마전에서는 구장 펜스에다가 소금을 뿌렸다고 한다. 그 후에도 오른쪽 발목은 회복되지 않은 채 골극이 형성되면서 통증을 안은 상태로 경기에 계속 출전했지만 프로 데뷔 이후 처음으로 규정 타석을 채우지 못했다. 시즌 종료 후 오른쪽 발목 수술을 받았다.

#### 2006년

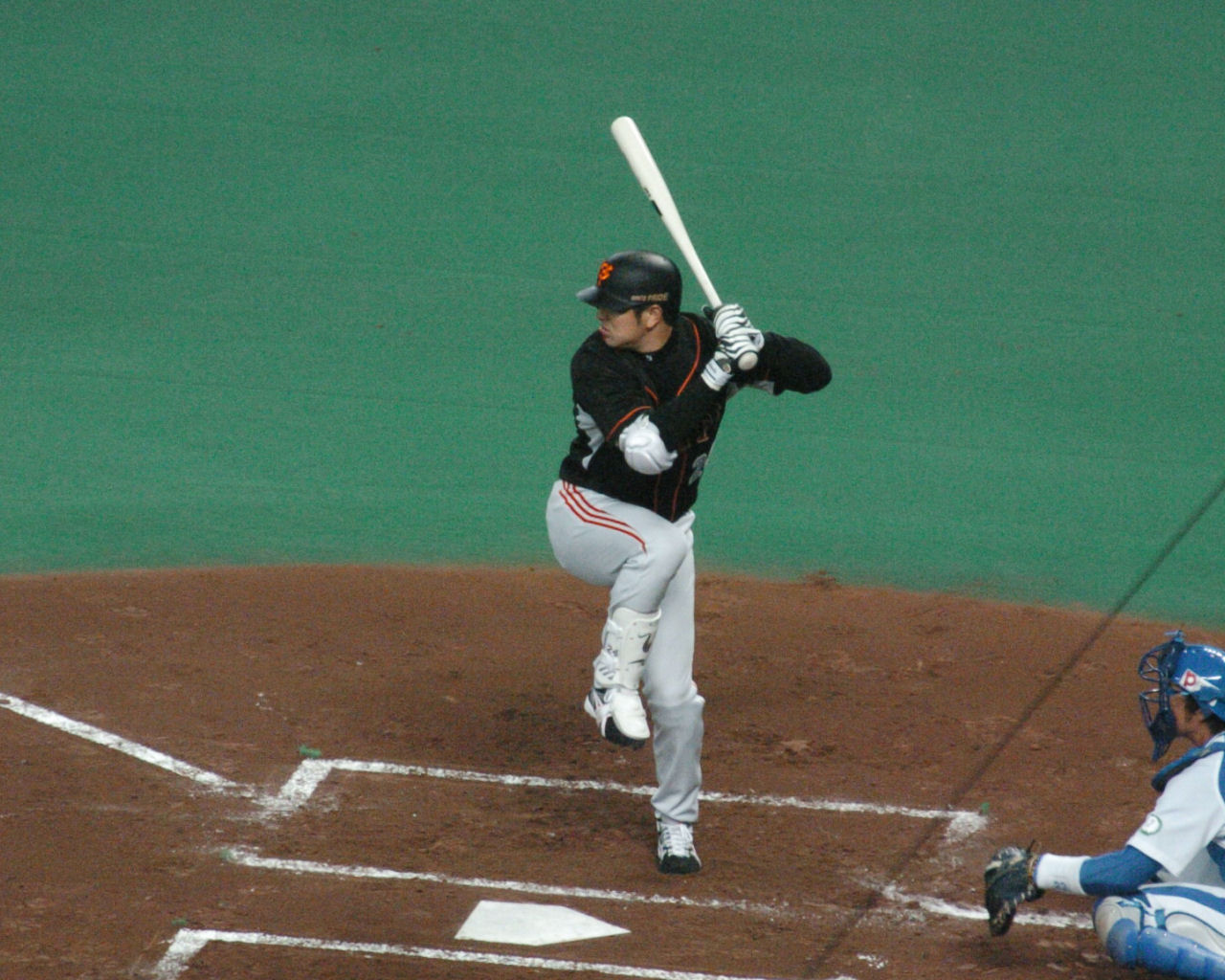
타석에서의 다카하시 요시노부(2006년)

수술에 의해 조정이 늦어지면서 시범경기의 중반부터 참가했다. 하라 다쓰노리가 감독으로 재부임함에 따라 다시 중견수로 변경되었는데 “역시 수비의 요점인 센타 라인을 지키는 것으로 팀을 이끌어가면 좋겠다”라는 감독의 생각이 담겨져 있었다. 오른쪽 발목 상태에 부담을 안게 되면서 개막부터 순조로운 스타트를 끊었다. 그러나 4월 12일의 히로시마전에서 중견수의 수비로 다이빙 캐치를 할 때 왼쪽 옆구리에 통증을 일으켜 약 1개월 동안 전력에서 이탈되었다.
이후 복귀하면서 한 달 반 정도가 지난 5월 27일의 지바 롯데전에서는 다시 다이빙 캐치를 시도하다가 왼쪽 어깨에 부상당했고 그 후 수비 위치를 우익수로 되돌려졌지만 거듭되는 부상으로 본래의 타격이나 수비를 되찾지 못했고, 후반기부터는 수비의 부담을 경감시키기 위해 처음으로 좌익수로 뛰었다. 작년에 수술한 오른쪽 발목 상태가 나빠진 상태에서 플레이를 계속한 적도 있어 규정 타석을 채우지 못하는 등 타율 2할 6푼과 15홈런을 기록해 데뷔 이후 가장 저조한 성적을 기록했다.

#### 2007년
몸과 마음 모두 강한 선수라고 하는 의미에서 ‘강’(強)을 자신의 테마로 내걸어 개막전부터 1번·우익수로 기용되었다. 6월 이후 오른쪽 발목 통증이 악화되는 와중에 그대로 경기 출전을 계속하면서 6월에는 타율 4할 8리, 8홈런, 18타점을 기록해 4년 만이 되는 월간 MVP를 차지했다. 시즌 종반에는 허리 통증에 의해 성적이 떨어졌지만 오랜만에 1년을 통해서 큰 부상이나 장기 이탈도 없이 플레이를 하는 등 3년 만에 규정 타석을 채운 것과 동시에 3할 대의 타율을 기록했다.
1번 타자로서 출루를 의식해 출루율 4할 4리를 기록하는 한편 초구를 치는 것의 타율은 4할 4푼 1리, 개인 최다 기록인 35홈런을 기록했다. 일정 종료 시점에서는 리그 최다 홈런 기록이었지만 그 후 무라타 슈이치가 마지막 1개가 되는 36호 홈런을 사사오카 신지의 은퇴 경기에서 9회 마지막 타석에서 쳤기 때문에 홈런왕을 놓쳤다. OPS는 9할 8푼 2리, 득점권타율 4할 9리의 기록은 12개 구단에서의 최고 성적이다. 그 성적으로부터 “1번에 자리잡아 두는 것은 아깝다”라는 의견도 나오는 만큼 당시 도호쿠 라쿠텐 골든이글스 감독인 노무라 가쓰야로부터 “나 같으면 클린업”이라고 말해졌다. 5년 만의 팀의 리그 우승에 기여했고 8년 만에 베스트 나인으로 선정됨과 동시에 4년 만에 골든 글러브상도 연달아 수상했다. 그리고 그 해의 센트럴 리그 MVP의 유력한 후보로 거론되고 있었지만 안타깝게도 선정되지는 못했고, 팀 동료인 오가사와라 미치히로가 수상했다.
그 해에 10년 연속 두 자릿수 홈런도 달성했는데 요미우리에서는 나가시마 시게오, 오 사다하루, 하라 다쓰노리, 마쓰이 히데키에 뒤를 잇는 5번째가 되었다. 베이징 올림픽의 예선을 겸한 제24회 아시아 야구 선수권 대회 일본 대표팀 선수로 발탁되었지만 허리 통증 때문에 출전을 포기했다. 참고로 그 해의 올스타전 출전 선수와 감독의 싸인이 들어있는 유니폼이 자선 옥션을 통해서 다나카 마사히로에 이은 두 번째로 높은 경매가인 107만 3천엔으로 낙찰되기도 했다.
- 개막전인 요코하마전(요코하마 스타디움)의 첫 번째 타석에서 선발 미우라 다이스케의 초구를 우측 관중석에 홈런을 기록하면서 센트럴 리그 역사상 최초이자 모로키 스케히로가 기록한 이후 45년 만의 개막전 선두 타자가 초구를 노려 홈런을 때려냈다. 이것에 의해 3년 연속 개막전 홈런이 되면서 나가시마 시게오의 5년 연속으로 뒤를 이은 역대 2위이자 현역에서는 1위가 된다. 또, 개막전 홈런 개수에서도 현역 최다가 되었다.
- 4월 28일, FA권을 취득하였으나 빠른 단계에서 선언하지 않고 요미우리에서의 잔류하는 것을 공식 표명했다.
- 7월 26일, 요코하마의 맷 화이트로부터 1시즌으로의 프로 야구 신기록이 되는 9개째의 첫 회 선두 타자 홈런을 기록했다.

#### 2008년
4년간 총액 16억 엔이라는 엄청난 계약을 갱신했고 개막 이후부터 당분간은 작년과 마찬가지로 1번·우익수로 출전했다. 자신의 생일인 4월 3일의 주니치전에서는 가와카미 겐신으로부터 7회말에 3점 홈런을 때려냈다.
개막 이후부터 호조를 유지해 4월 하순부터는 4번 타자로 출전했지만 허리 통증이 재발되면서 2군으로 떨어졌고 1군에 복귀한 이후도 통증은 가시지 않았고 본래의 상태를 되찾지 못했다. 포스트 시즌에서는 대타로만 기용되는 등 끝까지 원상회복하는 일도 없이 시즌을 마치면서 가장 저조한 성적을 기록했고 연간 출장 타석 수도 2005년을 밑돌았다. 팀은 리그 우승을 했지만 정작 다카하시 본인은 “금년에는 팀에게 폐를 끼쳤습니다”라고 말했다. 그 해에 열린 베이징 올림픽에 대해서도 호시노 센이치 대표팀 감독은 애초에 “(다카하시는)국제 대회에는 빠뜨릴 수 없다”라고 말해 선발로 기용하겠다는 입장을 나타내고 있었지만 허리 통증에 의해 출전은 이루어지지 않았다. 시즌에서의 거듭된 부진에 의해 프로 데뷔 후 10년 동안 타율이 3할 대 이상을 지키고 있던 통산 타율이 2할 9푼 9리가 되면서 결국 3할 대를 밑돌았다. 시사되고 있던 허리 수술의 가능성에 대해서는 시즌 종료 후 의사와 코치진을 통해 면담한 결과 수술을 보류했고 재활훈련에만 계속 전념하겠다는 개선을 목표로 했다.

#### 2009년
허리 통증으로 인한 조정이 늦어지면서 프로 데뷔 후 처음으로 2군에서의 시즌 개막을 맞이하게 되었지만 2군에서의 조정을 계속하면서 1군 승격을 목표로 하고 있었다. 그러나 허리 통증은 회복될 기미가 전혀 보이지 않았고 “하면 할수록 컨디션이 떨어져 간다”라고 말할 정도였다. 8월 28일에 간신히 1군으로 등록되면서 같은 날의 있은 한신전(한신 고시엔 구장)에서는 9회에 대타로 출전했지만 후지카와 규지와 상대하여 1루선상에 통렬한 파울을 쳤지만 몸쪽이 낮은 공을 놓치면서 삼진을 당했다.
그 다음날에 본격적인 복귀를 기해서 허리 수술을 받겠다고 표명해 팀 전력에서 다시 이탈되었고 그대로 1군에 오르는 일도 없이 시즌을 마쳤다. 이 수술은 성공해도 허리의 통증이 완전하게 잡히는 보장도 없고 재활훈련은 최악으로 치자면 1년 이상이 걸려, 수술에 실패하면 휠체어에 의존한 채로 생활할 수도 있다는 선수 생명을 내건 것이었다. 단행하기에 이를 때까지의 경위로서 애당초부터 “가을에 수술해도 내년의 개막에는 늦지 않다”라고 이야기하고 있고 아슬아슬한 시즌을 헛되게 하는 결단을 기다린 형태가 되었다. 다카하시도 그 해를 “야구를 하고 있는 것을 상상하고 싶어도 할 수 없었던 시기”, “이미 무리인 것으로 생각했다”라고 되돌아볼 정도의 절망적인 상황이었다.

#### 2010년
허리 수술을 받은 이후에 복귀하면서 허리의 상태는 완벽하지 않아 연습량을 줄이면서 조정하고 있었지만 시범 경기에서 뚜렷한 결과를 내는 등 8번·1루수(동시에 야구 인생에 있어서는 처음)로서 개막전 선발 명단에 오르기도 했다. 그 해에 처음이 되는 2번 타자로도 경험했고 중반 이후는 우익수나 대타로서의 기용이 증가되었다. 허리의 상태를 신경을 써가며 경기에 출전했지만 규정 타석에는 채우지 못했고 저조한 성적을 나타냈지만 오랜만에 1년을 통해서 116경기에 출전했다. 클라이맥스 시리즈를 포함해 그가 홈런을 때린 경기에서는 팀은 모두 승리했고 출루율 3할 6푼 4리, 득점권타율 3할 2푼 5리, 클라이맥스 시리즈에서의 타율은 3할 7푼 5리로 선구안이나 승부의 힘은 건재했다.

#### 2011년
개막전에서는 5번·우익수로서 선발 출전했지만 4월 26일의 야쿠르트전에서 옆구리를 다쳐 29일에 1군 등록이 말소되었다. 6월 11일에 재등록되었지만 성적은 오르지 않고 대타로서 출전하는 경우도 많았다. 7월 10일에는 역대 108번째가 되는 통산 1500안타를 달성했다. 결국 규정 타석은 채우지 못했지만 95경기에 출전하면서 타율 2할 4푼 6리, 15홈런, 37타점 등을 남겼다. OPS는 수비에서 주로 외야수로 투입되면서 15경기에서는 1루수로 기용되었다.
계약 갱신에서는 구단 역사상 큰 폭으로 삭감된 액수이자 1억 8,000만 엔이 감소된 추정 연봉 1억 7,000만 엔으로 서명했다.

#### 2012년
개막전에서는 6번·우익수로서 선발 출전했고 8월 17일에는 역대 37번째가 되는 개인 통산 300 홈런을 달성했다.

#### 2015년
6월 11일 닛폰햄과의 경기에서 일본 프로 야구 역대 55번째가 되는 개인 통산 3000루타를 달성했다. 다음 시즌에도 현역 생활을 계속하겠다는 의향을 나타내고 있었지만 팀의 클라이맥스 시리즈 패배에 대한 책임을 물어 그 해를 마지막으로 용퇴를 표명한 하라 다쓰노리 감독의 후임에 구단으로부터 감독을 맡아달라는 요청을 받았다. 10월 23일에는 와타나베 쓰네오 구단 최고 고문, 시라이시 고지로 구단주와 연쇄 면담한 후 이듬해인 2016년 시즌부터 감독을 맡겠다고 수락함과 동시에 2015년 시즌 끝으로 현역에서 은퇴하겠다는 입장을 밝혔다.

## 에피소드

### 등록명 표기에 대해
데뷔 2년째인 1999년까지 요미우리 소속의 ‘다카하시’라는 성을 가진 선수는 1명 뿐이었지만 2000년에는 다카하시 히사노리의 입단에 의해 등록명은 ‘高橋由’(다카하시 요시)가 되었다. 2009년 시즌 종료 후 히사노리가 FA 자격을 얻어 메이저 리그로 이적했기 때문에 2010년에는 신문이나 텔레비전에서의 등록명 표기는 11년 만에 ‘다카하시’로 돌아왔지만 전광판 표기의 ‘高橋由’라고 장내 아나운서의 풀 네임 호칭은 계속되었다. 2011년 시즌 도중 홋카이도 닛폰햄 파이터스로부터 다카하시 신지가 트레이드로 입단하면서 신문이나 텔레비전에서의 표기도 ‘高橋由’로 다시 돌아왔다. 2012년에는 다카하시 신지가 퇴단했지만 다카하시 고가 입단하면서 ‘高橋由’가 그대로 표기되었다.

### 가족 관계
부인은 전 니혼 TV 아나운서인 오노데라 마이이고 부인과의 사이에는 두 딸이 있다.

## 상세 정보

### 출신 학교
- 도인가쿠엔 고등학교
- 게이오기주쿠 대학

### 선수 경력
프로팀 경력
- 요미우리 자이언츠(1998년 ~ 2015년)

국가 대표 경력
- 2004년 아테네 올림픽 일본 국가대표

### 지도자 밀 기타 경력
- 요미우리 자이언츠 1군 타격 코치(2015년) ※선수 겸임
- 요미우리 자이언츠 감독(2016년 ~ 2018년)
- 니혼 TV 야구해설가(2019년 ~ )
- 스포츠호치 야구평론가(2019년 ~ )
- 요미우리 자이언츠 구단 특별 고문(2019년 ~ )

### 수상·타이틀 경력

#### 수상
- 베스트 나인: 2회(1999년, 2007년)
- 골든 글러브상: 7회(1998년 ~ 2003년, 2007년)
- 월간 MVP: 5회(1999년 4월, 2000년 8월, 2001년 8월, 2003년 6월, 2007년 6월)
- 센트럴 리그 회장 특별상(1998년)
- 올스타전 MVP: 1회(2003년 1차전)
- 올스타전 우수 선수상: 1회(2004년 1차전)
- 도쿄 돔 MVP: 1회(1998년)
- 우수 JCB·MEP상: 1회(2003년)
- JA 전농 Go·Go상: 1회(Go Spikes상: 2007년 3·4월)
- ‘조지아혼’상: 1회(2011년도 제8회)

#### 국제 대회
- 2004년 아테네 올림픽 동메달

### 주요 기록

#### 첫 기록
- 첫 출장·첫 선발 출장: 1998년 4월 3일, 대 야쿠르트 스왈로스 1차전(메이지 진구 야구장), 7번·우익수로서 선발 출장, 2타수 1안타
- 첫 타석: 상동, 2회초에 이시이 가즈히사로부터 중견수 뜬공
- 첫 안타: 상동, 7회초에 다카기 고지로부터 우전 안타
- 첫 삼진: 1998년 4월 4일, 대 야쿠르트 스왈로스 2차전(메이지 진구 야구장), 8회초에 미야데 류지로부터 헛스윙 삼진
- 첫 타점: 1998년 4월 5일, 대 야쿠르트 스왈로스 3차전(메이지 진구 야구장), 6회초에 가와사키 겐지로로부터 좌중간에 적시 2루타
- 첫 홈런: 1998년 4월 7일, 대 히로시마 도요 카프 1차전(도쿄 돔), 4회말에 야마우치 야스유키로부터 우월 솔로 홈런
- 첫 도루: 1998년 4월 15일, 대 주니치 드래곤스 2차전(도쿄 돔), 2회말에 2루 안착(투수: 가도쿠라 겐, 포수: 미쓰야마 히데카즈)

#### 기록 달성 경력
- 통산 100홈런: 2001년 8월 1일, 대 주니치 드래곤스 19차전(도쿄 돔), 4회말에 가와카미 겐신으로부터 중월 2점 홈런 ※역대 214번째
- 통산 150홈런: 2003년 9월 27일, 대 히로시마 도요 카프 26차전(히로시마 시민 구장), 6회초에 가와우치 다카야로부터 우중간에 솔로 홈런 ※역대 129번째
- 통산 1000안타: 2004년 9월 29일, 대 히로시마 도요 카프 27차전(도쿄 돔), 6회말에 존 베일로부터 우전 안타 ※역대 227번째(850경기째에서의 달성은 역대 8위)
- 통산 200홈런: 2006년 4월 4일, 대 도쿄 야쿠르트 스왈로스 1차전(메이지 진구 야구장), 4회초에 이시이 가즈히사로부터 중월 2점 홈런 ※역대 86번째
- 통산 1000경기 출장: 2006년 8월 18일, 대 주니치 드래건스 16차전(도쿄 돔), 3번·우익수로서 선발 출장 ※역대 412번째
- 통산 250홈런: 2008년 4월 6일, 대 한신 타이거스 3차전(도쿄 돔), 3회말에 후쿠하라 시노부로부터 우중간에 2점 홈런 ※역대 52번째
- 통산 1500안타: 2011년 7월 10일, 대 히로시마 도요 카프 9차전(도쿄 돔), 5회말에 브라이언 벌링턴으로부터 좌익선상에 안타 ※역대 108번째
- 통산 1000삼진: 2012년 4월 8일, 대 한신 타이거스 3차전(한신 고시엔 구장), 3회초에 이와타 미노루로부터 헛스윙 삼진 ※역대 53번째
- 통산 1500경기 출장: 2012년 5월 4일, 대 한신 타이거스 7차전(한신 고시엔 구장), 5번·우익수로서 선발 출장 ※역대 175번째
- 통산 몸에 맞는 볼 100개: 2012년 7월 14일, 대 주니치 드래곤스 11차전(나고야 돔), 6회초에 엔옐버트 소토로부터 ※역대 19번째
- 통산 300홈런: 2012년 8월 17일, 대 히로시마 도요 카프 16차전(도쿄 돔), 5회말에 브라이언 벌링턴으로부터 좌월 2점 홈런 ※역대 37번째
- 통산 3000루타: 2015년 6월 11일, 대 홋카이도 닛폰햄 파이터스 3차전(삿포로 돔), 4회초에 우와사와 나오유키로부터 우중간을 향해 2루타를 날려 달성 ※역대 55번째

#### 기타
- 입단 첫 해부터 2년 연속 타율 3할 이상(1998년 ~ 1999년) ※역대 4번째
- 입단 첫 해부터 6년 연속 골든 글러브상 수상(1998년 ~ 2003년) ※일본 기록
- 11타수 연속 안타(2003년 6월 7일 ~ 6월 11일, 3개의 볼넷 사이에 두고 있음) ※일본 타이 기록
- 14타석 연속 출루(2003년 6월 7일 ~ 6월 11일) ※일본 타이 기록
- 시즌 첫회 선두 타자 홈런: 9개(2007년) ※일본 기록
- 올스타전 출장: 9회(1998년 ~ 2004년, 2007년, 2012년)

### 등번호
- 24(1998년 ~ 2018년)

### 연도별 타격 성적
| 연 도      | 소 속      | 경 기 | 타 석 | 타 수 | 득 점 | 안 타 | 2 루 타 | 3 루 타 | 홈 런 | 루 타 | 타 점 | 도 루 | 도 루 자 | 희 생 번 | 희 생 플 | 볼 넷 | 고 4 | 사 구 | 삼 진 | 병 살 타 | 타 율 | 출 루 율 | 장 타 율 | O P S |
| ---------- | ---------- | ----- | ----- | ----- | ----- | ----- | ------- | ------- | ----- | ----- | ----- | ----- | -------- | -------- | -------- | ----- | ---- | ----- | ----- | -------- | ----- | -------- | -------- | ----- |
| 1998년     | 요미우리   | 126   | 515   | 466   | 65    | 140   | 32      | 1       | 19    | 231   | 75    | 3     | 2        | 1        | 5        | 36    | 1    | 7     | 85    | 5        | .300  | .356     | .496     | .852  |
| 1999년     | 요미우리   | 118   | 505   | 454   | 71    | 143   | 18      | 2       | 34    | 267   | 98    | 3     | 3        | 2        | 2        | 39    | 7    | 8     | 96    | 3        | .315  | .378     | .588     | .966  |
| 2000년     | 요미우리   | 135   | 577   | 519   | 89    | 150   | 29      | 1       | 27    | 262   | 74    | 5     | 3        | 3        | 3        | 46    | 2    | 6     | 87    | 11       | .289  | .352     | .505     | .857  |
| 2001년     | 요미우리   | 140   | 605   | 543   | 88    | 164   | 26      | 0       | 27    | 271   | 85    | 3     | 2        | 1        | 5        | 49    | 4    | 7     | 85    | 14       | .302  | .364     | .499     | .863  |
| 2002년     | 요미우리   | 105   | 454   | 409   | 63    | 125   | 18      | 0       | 17    | 194   | 53    | 1     | 3        | 2        | 3        | 27    | 0    | 13    | 70    | 7        | .306  | .365     | .474     | .839  |
| 2003년     | 요미우리   | 118   | 486   | 443   | 85    | 143   | 31      | 1       | 26    | 254   | 68    | 3     | 1        | 0        | 2        | 38    | 2    | 3     | 59    | 7        | .323  | .379     | .573     | .952  |
| 2004년     | 요미우리   | 109   | 477   | 426   | 83    | 135   | 20      | 1       | 30    | 247   | 79    | 1     | 3        | 1        | 1        | 38    | 1    | 11    | 70    | 12       | .317  | .387     | .580     | .966  |
| 2005년     | 요미우리   | 88    | 360   | 325   | 50    | 97    | 15      | 0       | 17    | 163   | 41    | 1     | 0        | 0        | 0        | 30    | 0    | 5     | 54    | 8        | .298  | .367     | .502     | .868  |
| 2006년     | 요미우리   | 97    | 390   | 350   | 45    | 91    | 14      | 1       | 15    | 152   | 51    | 1     | 0        | 2        | 5        | 25    | 0    | 8     | 64    | 5        | .260  | .320     | .434     | .754  |
| 2007년     | 요미우리   | 133   | 590   | 503   | 76    | 155   | 29      | 1       | 35    | 291   | 88    | 1     | 5        | 3        | 2        | 66    | 6    | 16    | 107   | 3        | .308  | .404     | .579     | .982  |
| 2008년     | 요미우리   | 91    | 311   | 275   | 38    | 65    | 11      | 0       | 17    | 127   | 41    | 1     | 0        | 0        | 1        | 30    | 3    | 5     | 76    | 3        | .236  | .322     | .462     | .783  |
| 2009년     | 요미우리   | 1     | 1     | 1     | 0     | 0     | 0       | 0       | 0     | 0     | 0     | 0     | 0        | 0        | 0        | 0     | 0    | 0     | 1     | 0        | .000  | .000     | .000     | .000  |
| 2010년     | 요미우리   | 116   | 332   | 280   | 30    | 75    | 9       | 0       | 13    | 123   | 56    | 2     | 0        | 0        | 6        | 44    | 1    | 2     | 75    | 6        | .268  | .364     | .439     | .804  |
| 2011년     | 요미우리   | 95    | 301   | 256   | 35    | 63    | 13      | 0       | 15    | 121   | 37    | 0     | 1        | 1        | 0        | 40    | 1    | 4     | 64    | 9        | .246  | .357     | .473     | .829  |
| 2012년     | 요미우리   | 130   | 442   | 368   | 30    | 88    | 17      | 0       | 8     | 129   | 56    | 2     | 3        | 1        | 4        | 61    | 4    | 8     | 77    | 14       | .239  | .356     | .351     | .707  |
| 2013년     | 요미우리   | 68    | 197   | 165   | 23    | 50    | 6       | 1       | 10    | 88    | 34    | 0     | 0        | 0        | 0        | 31    | 2    | 1     | 34    | 4        | .303  | .416     | .533     | .950  |
| 2014년     | 요미우리   | 72    | 130   | 112   | 8     | 32    | 4       | 0       | 6     | 54    | 29    | 0     | 0        | 0        | 2        | 14    | 0    | 2     | 30    | 0        | .286  | .369     | .482     | .851  |
| 2015년     | 요미우리   | 77    | 158   | 133   | 11    | 37    | 5       | 0       | 5     | 57    | 21    | 2     | 0        | 0        | 1        | 20    | 0    | 4     | 39    | 3        | .278  | .386     | .429     | .815  |
| 통산: 18년 | 통산: 18년 | 1819  | 6831  | 6028  | 890   | 1753  | 297     | 9       | 321   | 3031  | 986   | 29    | 26       | 17       | 42       | 634   | 34   | 110   | 1173  | 114      | .291  | .366     | .503     | .872  |

- 굵은 글씨는 시즌 최고 성적.

### 연도별 타격 성적 소속 리그내에서의 순위
| 연 도 | 연 령 | 소속 리그   | 타 율 | 안 타 | 홈 런 | 타 점 |
| ----- | ----- | ----------- | ----- | ----- | ----- | ----- |
| 1998  | 23    | 센트럴 리그 | 8위   | 9위   | 9위   | 10위  |
| 1999  | 24    | 센트럴 리그 | 5위   | -     | 6위   | 4위   |
| 2000  | 25    | 센트럴 리그 | -     | 8위   | 6위   | 10위  |
| 2001  | 26    | 센트럴 리그 | -     | 2위   | 8위   | 9위   |
| 2002  | 27    | 센트럴 리그 | 8위   | -     | -     | -     |
| 2003  | 28    | 센트럴 리그 | 4위   | -     | 8위   | -     |
| 2004  | 29    | 센트럴 리그 | 4위   | -     | -     | -     |
| 2005  | 30    | 센트럴 리그 | -     | -     | -     | -     |
| 2006  | 31    | 센트럴 리그 | -     | -     | -     | -     |
| 2007  | 32    | 센트럴 리그 | 6위   | 9위   | 2위   | 9위   |
| 2008  | 33    | 센트럴 리그 | -     | -     | -     | -     |
| 2009  | 34    | 센트럴 리그 | -     | -     | -     | -     |
| 2010  | 35    | 센트럴 리그 | -     | -     | -     | -     |
| 2011  | 36    | 센트럴 리그 | -     | -     | -     | -     |
| 2012  | 37    | 센트럴 리그 | -     | -     | -     | -     |
| 2013  | 38    | 센트럴 리그 | -     | -     | -     | -     |
| 2014  | 39    | 센트럴 리그 | -     | -     | -     | -     |
| 2015  | 40    | 센트럴 리그 | -     | -     | -     | -     |

- ‘-’는 10위 미만(타율, OPS는 규정 타석에 도달하지 않은 경우도 ‘-’와 표기)

### 아테네 올림픽에서의 성적
예선(제22회 아시아 야구 선수권 대회)
| 연 도  | 소 속 | 경 기 | 타 석 | 타 수 | 득 점 | 안 타 | 2 루 타 | 3 루 타 | 홈 런 | 루 타 | 타 점 | 도 루 | 도 루 자 | 희 생 번 | 희 생 플 | 볼 넷 | 고 4 | 사 구 | 삼 진 | 병 살 타 | 타 율 | 출 루 율 | 장 타 율 | O P S |
| ------ | ----- | ----- | ----- | ----- | ----- | ----- | ------- | ------- | ----- | ----- | ----- | ----- | -------- | -------- | -------- | ----- | ---- | ----- | ----- | -------- | ----- | -------- | -------- | ----- |
| 2003년 | 일본  | 3     | 13    | 12    | 2     | 7     | 1       | 0       | 0     | 8     | 2     | 0     | 0        | 0        | 0        | 1     | 0    | 0     | 1     | 0        | .583  | .615     | .667     | 1.282 |

본선
| 연 도  | 소 속 | 경 기 | 타 석 | 타 수 | 득 점 | 안 타 | 2 루 타 | 3 루 타 | 홈 런 | 루 타 | 타 점 | 도 루 | 도 루 자 | 희 생 번 | 희 생 플 | 볼 넷 | 고 4 | 사 구 | 삼 진 | 병 살 타 | 타 율 | 출 루 율 | 장 타 율 | O P S |
| ------ | ----- | ----- | ----- | ----- | ----- | ----- | ------- | ------- | ----- | ----- | ----- | ----- | -------- | -------- | -------- | ----- | ---- | ----- | ----- | -------- | ----- | -------- | -------- | ----- |
| 2004년 | 일본  | 9     | 44    | 38    | 9     | 11    | 1       | 0       | 3     | 21    | 8     | 0     | 0        | 1        | 1        | 2     | 0    | 2     | 6     | 1        | .289  | .349     | .553     | .901  |

### 연도별 수비 성적
| 연도       | 소속       | 외야  | 외야  | 외야  | 외야  | 외야  | 외야     | 1루   | 1루   | 1루   | 1루   | 1루   | 1루      |
| 연도       | 소속       | 경 기 | 척 살 | 보 살 | 실 책 | 병 살 | 수 비 율 | 경 기 | 척 살 | 보 살 | 실 책 | 병 살 | 수 비 율 |
| ---------- | ---------- | ----- | ----- | ----- | ----- | ----- | -------- | ----- | ----- | ----- | ----- | ----- | -------- |
| 1998       | 요미우리   | 124   | 226   | 12    | 7     | 4     | .971     | -     | -     | -     | -     | -     | -        |
| 1999       | 요미우리   | 118   | 209   | 3     | 2     | 1     | .991     | -     | -     | -     | -     | -     | -        |
| 2000       | 요미우리   | 135   | 245   | 2     | 4     | 1     | .984     | -     | -     | -     | -     | -     | -        |
| 2001       | 요미우리   | 140   | 255   | 6     | 4     | 0     | .985     | -     | -     | -     | -     | -     | -        |
| 2002       | 요미우리   | 105   | 175   | 6     | 2     | 0     | .989     | -     | -     | -     | -     | -     | -        |
| 2003       | 요미우리   | 111   | 221   | 7     | 3     | 3     | .987     | -     | -     | -     | -     | -     | -        |
| 2004       | 요미우리   | 109   | 185   | 5     | 1     | 0     | .995     | -     | -     | -     | -     | -     | -        |
| 2005       | 요미우리   | 78    | 150   | 5     | 1     | 0     | .994     | -     | -     | -     | -     | -     | -        |
| 2006       | 요미우리   | 96    | 152   | 7     | 1     | 0     | .994     | -     | -     | -     | -     | -     | -        |
| 2007       | 요미우리   | 128   | 210   | 7     | 1     | 0     | .995     | -     | -     | -     | -     | -     | -        |
| 2008       | 요미우리   | 80    | 120   | 2     | 2     | 1     | .984     | -     | -     | -     | -     | -     | -        |
| 2010       | 요미우리   | 45    | 53    | 1     | 0     | 0     | 1.000    | 52    | 344   | 15    | 4     | 23    | .989     |
| 2011       | 요미우리   | 76    | 89    | 6     | 0     | 1     | 1.000    | 15    | 87    | 2     | 0     | 2     | 1.000    |
| 2012       | 요미우리   | 110   | 134   | 3     | 1     | 0     | .993     | 6     | 27    | 0     | 0     | 2     | 1.000    |
| 2013       | 요미우리   | 54    | 47    | 2     | 0     | 0     | 1.000    | -     | -     | -     | -     | -     | -        |
| 2014       | 요미우리   | 30    | 30    | 1     | 2     | 0     | .939     | 1     | 2     | 0     | 0     | 0     | 1.000    |
| 2015       | 요미우리   | 25    | 33    | 2     | 0     | 1     | 1.000    | -     | -     | -     | -     | -     | -        |
| 통산: 18년 | 통산: 18년 | 1564  | 2534  | 77    | 31    | 12    | .988     | 74    | 460   | 17    | 4     | 27    | .992     |

- 연도에서 굵은 글씨는 골든 글러브상 수상 연도.

### 감독으로서의 팀 성적

#### 정규 시즌
| 연도      | 소속      | 순위      | 경기 | 승리 | 패전 | 무승부 | 승률 | 승차                       | 팀 홈런                    | 팀 타율                    | 팀 평균자책점              | 연령                       |
| --------- | --------- | --------- | ---- | ---- | ---- | ------ | ---- | -------------------------- | -------------------------- | -------------------------- | -------------------------- | -------------------------- |
| 2016년    | 요미우리  | 2위       | 143  | 71   | 69   | 3      | .507 | 17.5                       | 128                        | .251                       | 3.45                       | 41세                       |
| 2017년    | 요미우리  | 4위       | 143  | 72   | 68   | 3      | .514 | 16.5                       | 113                        | .249                       | 3.31                       | 42세                       |
| 2018년    | 요미우리  | 3위       | 143  | 67   | 71   | 5      | .486 | 13.5                       | 152                        | .257                       | 3.79                       | 43세                       |
| 통산: 3년 | 통산: 3년 | 통산: 3년 | 429  | 210  | 208  | 11     | .502 | A클래스: 2회, B클래스: 1회 | A클래스: 2회, B클래스: 1회 | A클래스: 2회, B클래스: 1회 | A클래스: 2회, B클래스: 1회 | A클래스: 2회, B클래스: 1회 |

#### 포스트 시즌
| 연도   | 소속     | 경기명                                        | 상대팀                                    | 성적                           |
| ------ | -------- | --------------------------------------------- | ----------------------------------------- | ------------------------------ |
| 2016년 | 요미우리 | 센트럴 리그 클라이맥스 시리즈 퍼스트 스테이지 | 요코하마 DeNA 베이스타스(센트럴 리그 3위) | 1승 2패 = 패전                 |
| 2018년 | 요미우리 | 센트럴 리그 클라이맥스 시리즈 퍼스트 스테이지 | 도쿄 야쿠르트 스왈로스(센트럴 리그 2위)   | 2승 0패 = 파이널 스테이지 진출 |
| 2018년 | 요미우리 | 센트럴 리그 클라이맥스 시리즈 파이널 스테이지 | 히로시마 도요 카프(센트럴 리그 1위)       | 0승 4패 = 패전(※1)             |

※1 어드밴티지 1패를 포함